# Barisey-la-Côte
Barisey-la-Côte is een gemeente in het Franse departement Meurthe-et-Moselle (regio Grand Est) en telt 182 inwoners (2005). De plaats maakt deel uit van het arrondissement Toul.

## Geografie
De oppervlakte van Barisey-la-Côte bedraagt 3,9 km², de bevolkingsdichtheid is 46,7 inwoners per km².
De onderstaande kaart toont de ligging van Barisey-la-Côte met de belangrijkste infrastructuur en aangrenzende gemeenten.

## Demografie
Onderstaande figuur toont het verloop van het inwonertal (bron: INSEE-tellingen).